# Synagrops argyreus
Synagrops argyreus är en fiskart som först beskrevs av Gilbert och Cramer, 1897.  Synagrops argyreus ingår i släktet Synagrops och familjen Acropomatidae. Inga underarter finns listade i Catalogue of Life.